# David Šain
David Šain (Osijek, 8 febbraio 1988) è un canottiere croato, vice-campione olimpico nel quattro di coppia a Londra 2012.

## Biografia
Fece parte, assieme a Damir Martin ed ai fratelli Martin e Valent Sinković, del 4 di coppia della Croazia, che nella prima parte degli anni 2010 vinse tre medaglie iridate, ed in particolare l'oro ai mondiali di Karapiro 2010 e a quelli di Chungju 2013 ed il bronzo a Bled 2011. Con questa formazione vinse anche l'argento agli europei di Montemor-o-Velho 2010.
Rappresentò la Croazia ai Giochi olimpici estivi di Londra 2012, dove vinse la medaglia d'argento nel quattro di coppia, sempre assieme a Damir Martin ed ai fratelli Martin e Valent Sinković.

## Palmarès
- Giochi olimpici

Londra 2012: argento nel 4 di coppia.
- Mondiali

Karapiro 2010: oro nel 4 di coppia.
Bled 2011: bronzo nel 4 di coppia.
Chungju 2013: oro nel 4 di coppia.
- Europei

Montemor-o-Velho 2010: argento nel 4 di coppia.